# Le Temps du rock'n'roll
Pour plus de détails, voir Fiche technique et Distribution.
Le Temps du rock'n'roll (The Idolmaker) est un film américain réalisé par Taylor Hackford, sorti en 1980.

## Synopsis
Le film est basé sur la vie du promoteur et manager du rock Bob Marcucci, qui a découvert et promu plusieurs stars du rock 'n' roll, dont Frankie Avalon et Fabian Forte.

## Fiche technique
- Titre original : The Idolmaker
- Titre français : Le Temps du rock'n'roll
- Réalisation : Taylor Hackford
- Scénario : Edward Di Lorenzo
- Directeur artistique : David L. Snyder
- Costumes : Rita Riggs
- Photographie : Adam Holender
- Montage : Steve Potter, Arthur Schmidt, Neil Travis
- Musique : Jeff Barry
- Production : Gene Kirkwood, Hawk Koch (en)[1]
  - Producteur associée : R.J. Louis, David Nichols
- Société(s) de production : Kirkwood, Koch Company
- Société(s) de distribution :  United Artists
- Pays de production : États-Unis
- Année : 1980
- Langue originale : anglais
- Format : couleur (Technicolor) – 35 mm – 1,85:1 – Dolby
- Genre : drame, musique, biographie
- Durée : 117 minutes
- Dates de sortie : 
  - États-Unis : octobre 1980 (Festival international du film de Chicago)
  - États-Unis : 14 novembre 1980
  - France : 17 juin 1981

## Distribution
- Ray Sharkey : Vincent Vacarri
- Tovah Feldshuh : Brenda Roberts
- Peter Gallagher : Caesare
- Paul Land : Tommy Dee
- Joe Pantoliano : Gino Pilato
- Maureen McCormick : Ellen Fields
- John Aprea : Mario Vacarri
- Richard Bright : Oncle Tony
- Olympia Dukakis : Mme Vacarri
- Steve Peck[2] : M. Frank Vacarri
- Leonard Gaines : Luchetti
- Deney Terrio (en) : Jerry Martin
- Charles Guardino : Jesse
- Michael Mislove : Ed Sharp
- Renata Vanni : Mme Bevaloqua